# Seznam katastrálních území v okrese Vyškov
Zde je uveden kompletní výčet katastrálních území okresu Vyškov, včetně jejich rozlohy a evidenčních částí obcí, které na nich leží.

## Seznam katastrálních území
V okrese Vyškov se nachází 109 katastrálních území, celková rozloha okresu činí 875,80 km².
| Název KÚ               | Části obce                                                                     | Obec                   | Výměra (v km²) |
| ---------------------- | ------------------------------------------------------------------------------ | ---------------------- | -------------- |
| Bohaté Málkovice       | Bohaté Málkovice                                                               | Bohaté Málkovice       | 4,83           |
| Bohdalice              | Bohdalice, Manerov                                                             | Bohdalice-Pavlovice    | 4,97           |
| Boškůvky               | Boškůvky                                                                       | Prusy-Boškůvky         | 0,84           |
| Bošovice               | Bošovice                                                                       | Bošovice               | 12,88          |
| Brankovice             | Brankovice                                                                     | Brankovice             | 12,15          |
| Bučovice               | Bučovice                                                                       | Bučovice               | 11,68          |
| Cihelny u Podivic      | Podivice                                                                       | Podivice               | 1,32           |
| Čechyně                | Čechyně                                                                        | Rousínov               | 4,72           |
| Černčín                | Černčín                                                                        | Bučovice               | 2,92           |
| Dědice u Vyškova       | Dědice, Hamiltony, Opatovice, Pazderna                                         | Vyškov                 | 12,30          |
| Dětkovice              | Dětkovice                                                                      | Dětkovice              | 4,97           |
| Dobročkovice           | Dobročkovice                                                                   | Dobročkovice           | 5,03           |
| Doubrava u Březiny     | vojenský újezd Březina                                                         | vojenský újezd Březina | 31,41          |
| Dražovice              | Dražovice                                                                      | Dražovice              | 6,41           |
| Drnovice u Vyškova     | Drnovice                                                                       | Drnovice               | 11,96          |
| Drysice                | Drysice                                                                        | Drysice                | 7,89           |
| Habrovany              | Habrovany                                                                      | Habrovany              | 5,50           |
| Heroltice              | Heroltice                                                                      | Hoštice-Heroltice      | 3,04           |
| Heršpice               | Heršpice                                                                       | Heršpice               | 18,05          |
| Hlubočany              | Hlubočany, Terešov                                                             | Hlubočany              | 8,06           |
| Hodějice               | Hodějice                                                                       | Hodějice               | 8,58           |
| Holubice               | Holubice                                                                       | Holubice               | 7,39           |
| Hostěrádky             | Hostěrádky-Rešov                                                               | Hostěrádky-Rešov       | 4,68           |
| Hoštice                | Hoštice                                                                        | Hoštice-Heroltice      | 4,20           |
| Hrušky u Brna          | Hrušky                                                                         | Hrušky                 | 5,47           |
| Chvalkovice            | Chvalkovice                                                                    | Chvalkovice            | 6,94           |
| Chvalkovice na Hané    | Chvalkovice na Hané                                                            | Ivanovice na Hané      | 7,46           |
| Ivanovice na Hané      | Ivanovice na Hané                                                              | Ivanovice na Hané      | 14,00          |
| Ježkovice na Moravě    | Ježkovice                                                                      | Ježkovice              | 11,69          |
| Kloboučky              | Kloboučky                                                                      | Bučovice               | 6,60           |
| Kobeřice u Brna        | Kobeřice u Brna                                                                | Kobeřice u Brna        | 16,74          |
| Kojátky                | Kojátky                                                                        | Kojátky                | 3,12           |
| Komořany na Moravě     | Komořany                                                                       | Komořany               | 5,85           |
| Kotáry                 | vojenský újezd Březina                                                         | vojenský újezd Březina | 23,73          |
| Kozlany u Vyškova      | Kozlany                                                                        | Kozlany                | 7,61           |
| Kožušice               | Kožušice                                                                       | Kožušice               | 7,18           |
| Královopolské Vážany   | Královopolské Vážany                                                           | Rousínov               | 4,25           |
| Krásensko              | Krásensko                                                                      | Krásensko              | 6,43           |
| Krásensko II           | Krásensko                                                                      | Krásensko              | 0,83           |
| Kroužek                | Kroužek                                                                        | Rousínov               | 3,34           |
| Křenovice u Slavkova   | Křenovice                                                                      | Křenovice              | 8,85           |
| Křižanovice u Bučovic  | Křižanovice                                                                    | Křižanovice            | 4,79           |
| Křižanovice u Vyškova  | Křižanovice u Vyškova                                                          | Křižanovice u Vyškova  | 2,47           |
| Kučerov                | Kučerov                                                                        | Kučerov                | 8,70           |
| Letonice               | Letonice                                                                       | Letonice               | 11,01          |
| Letošov                | Letošov                                                                        | Nesovice               | 4,35           |
| Lhota                  | Lhota, Pařezovice                                                              | Vyškov                 | 2,94           |
| Lovčičky               | Lovčičky                                                                       | Lovčičky               | 4,04           |
| Luleč                  | Luleč                                                                          | Luleč                  | 10,88          |
| Lysovice               | Lysovice                                                                       | Lysovice               | 5,30           |
| Malínky                | Malínky                                                                        | Malínky                | 3,41           |
| Marefy                 | Marefy                                                                         | Bučovice               | 4,85           |
| Medlovice              | Medlovice                                                                      | Medlovice              | 3,61           |
| Milešovice             | Milešovice                                                                     | Milešovice             | 6,71           |
| Milonice               | Milonice                                                                       | Milonice               | 4,98           |
| Moravské Málkovice     | Moravské Málkovice                                                             | Moravské Málkovice     | 3,63           |
| Moravské Prusy         | Moravské Prusy, Zouvalka                                                       | Prusy-Boškůvky, Vyškov | 6,89           |
| Mouřínov               | Mouřínov                                                                       | Mouřínov               | 11,52          |
| Němčany                | Němčany                                                                        | Němčany                | 7,00           |
| Nemochovice            | Nemochovice                                                                    | Nemochovice            | 10,58          |
| Nemojany               | Nemojany                                                                       | Nemojany               | 6,01           |
| Nemotice               | Nemotice                                                                       | Nemotice               | 3,68           |
| Nesovice               | Nesovice                                                                       | Nesovice               | 5,92           |
| Nevojice               | Nevojice                                                                       | Nevojice               | 10,61          |
| Nížkovice              | Nížkovice                                                                      | Nížkovice              | 7,03           |
| Nové Hvězdlice         | Nové Hvězdlice                                                                 | Hvězdlice              | 7,48           |
| Nové Sady              | Březina, Nové Sady                                                             | Nové Sady              | 2,42           |
| Olšany                 | Olšany                                                                         | Olšany                 | 18,71          |
| Opatovice u Vyškova    | Opatovice                                                                      | Vyškov                 | 5,93           |
| Orlovice               | Orlovice                                                                       | Orlovice               | 14,47          |
| Osina                  | vojenský újezd Březina                                                         | vojenský újezd Březina | 29,27          |
| Otnice                 | Otnice                                                                         | Otnice                 | 8,70           |
| Pavlovice              | Pavlovice                                                                      | Bohdalice-Pavlovice    | 3,92           |
| Pístovice              | Pístovice                                                                      | Račice-Pístovice       | 6,96           |
| Podbřežice             | Podbřežice                                                                     | Podbřežice             | 3,54           |
| Podivice na Moravě     | Podivice                                                                       | Podivice               | 2,26           |
| Podomí                 | Podomí                                                                         | Podomí                 | 5,46           |
| Pulkava                | vojenský újezd Březina                                                         | vojenský újezd Březina | 8,26           |
| Pustiměř               | Pustiměř, Pustiměřské Prusy                                                    | Pustiměř               | 12,50          |
| Račice                 | Račice                                                                         | Račice-Pístovice       | 11,90          |
| Radslavice u Vyškova   | Radslavice                                                                     | Radslavice             | 3,47           |
| Radslavičky            | Radslavičky                                                                    | Radslavice             | 0,87           |
| Rašovice u Bučovic     | Rašovice                                                                       | Rašovice               | 5,66           |
| Rostěnice              | Rostěnice                                                                      | Rostěnice-Zvonovice    | 4,67           |
| Rousínov u Vyškova     | Rousínov, Rousínovec, Slavíkovice                                              | Rousínov               | 8,94           |
| Ruprechtov             | Ruprechtov                                                                     | Ruprechtov             | 11,47          |
| Rybníček               | Rybníček                                                                       | Rybníček               | 2,10           |
| Rychtářov              | Rychtářov                                                                      | Vyškov                 | 11,56          |
| Slavkov u Brna         | Slavkov u Brna                                                                 | Slavkov u Brna         | 14,95          |
| Snovídky               | Snovídky                                                                       | Snovídky               | 10,55          |
| Staré Hvězdlice        | Staré Hvězdlice                                                                | Hvězdlice              | 3,89           |
| Stříbrná u Březiny     | vojenský újezd Březina                                                         | vojenský újezd Březina | 22,90          |
| Studnice u Vyškova     | Odrůvky, Studnice                                                              | Studnice               | 6,30           |
| Šaratice               | Šaratice                                                                       | Šaratice               | 8,25           |
| Šardičky               | Šardičky                                                                       | Kojátky                | 2,69           |
| Švábenice              | Švábenice                                                                      | Švábenice              | 19,30          |
| Topolany u Vyškova     | Topolany                                                                       | Topolany               | 4,44           |
| Tučapy u Vyškova       | Tučapy                                                                         | Tučapy                 | 5,29           |
| Uhřice                 | Uhřice                                                                         | Uhřice                 | 4,37           |
| Vážany nad Litavou     | Vážany nad Litavou                                                             | Vážany nad Litavou     | 7,02           |
| Vážany u Vyškova       | Vážany                                                                         | Vážany                 | 5,44           |
| Velešovice             | Velešovice                                                                     | Velešovice             | 6,57           |
| Vícemilice             | Vícemilice                                                                     | Bučovice               | 5,14           |
| Vítovice               | Vítovice                                                                       | Rousínov               | 1,80           |
| Vyškov                 | Brňany, Dědice, Křečkovice, Nosálovice, Nouzka, Vyškov-Město, Vyškov-Předměstí | Vyškov                 | 17,65          |
| Zbýšov                 | Zbýšov                                                                         | Zbýšov                 | 4,79           |
| Zelená Hora na Moravě  | Zelená Hora                                                                    | Zelená Hora            | 2,96           |
| Zvonovice              | Zvonovice                                                                      | Rostěnice-Zvonovice    | 2,86           |
| Žbánov                 | vojenský újezd Březina                                                         | vojenský újezd Březina | 34,08          |
| Celková výměra (v km²) | Celková výměra (v km²)                                                         | Celková výměra (v km²) | 875,80         |

## Zrušená katastrální území
V této tabulce jsou uvedena katastrální území na území dnešního okresu Vyškov, která byla v minulosti zrušena.
| Název KÚ          | Sídla             | Současná obec    | Rok zrušení | Začleněno do KÚ    |
| ----------------- | ----------------- | ---------------- | ----------- | ------------------ |
| Brňany            | Brňany            | Vyškov           | 1965        | Vyškov             |
| Křečkovice        | Křečkovice        | Vyškov           | 1965        | Vyškov             |
| Nosálovice        | Nosálovice        | Vyškov           | 1965        | Vyškov             |
| Pustiměřské Prusy | Pustiměřské Prusy | Pustiměř         | 1983        | Pustiměř           |
| Rešov             | Rešov             | Hostěrádky-Rešov | 1912        | Hostěrádky         |
| Rousínovec        | Rousínovec        | Rousínov         | 1968        | Rousínov u Vyškova |
| Slavíkovice       | Slavíkovice       | Rousínov         | 1968        | Rousínov u Vyškova |
| Špitálka          | Špitálka          | Slavkov u Brna   | 1913        | Slavkov u Brna     |
| Vyškov-Předměstí  | Vyškov-Předměstí  | Vyškov           | 1965        | Vyškov             |